# Coleophora chamaedriella
Coleophora chamaedriella é uma espécie de mariposa do gênero Coleophora pertencente à família Coleophoridae.